# NGC 5998
NGC 5998 este o galaxie situată în constelația Scorpionul. A fost descoperită în 30 aprilie 1786 de către William Herschel.